# Heterometrus glaucus
Espèce
Synonymes
- Palamnaeus costimanus glaucus Thorell, 1876
- Heterometrus liophysa madoerensis Kopstein, 1921
- Heterometrus laevifrons Roewer, 1943
- Heterometrus liophysa separatus Couzijn, 1981
- Heterometrus liophysa spartanicus Couzijn, 1981

Heterometrus glaucus est une espèce de scorpions de la famille des Scorpionidae.

## Distribution
Cette espèce se rencontre en Indonésie à Sumatra et en Inde dans les Îles Andaman-et-Nicobar aux îles Nicobar.

## Systématique et taxinomie
Cette espèce a été décrite sous le protonyme Palamnaeus costimanus glaucus par Thorell en 1876. Elle est placée en synonymie avec Heterometrus bengalensis par Couzijn en 1981. Elle est relevée de synonymie par Prendini et Loria en 2020 qui dans le même temps placent Heterometrus liophysa madoerensis, Heterometrus laevifrons, Heterometrus liophysa separatus et Heterometrus liophysa spartanicus en synonymie.

## Publication originale
- Thorell, 1876 : « Études Scorpiologiques. » Atti della Societa Italiana di Scienze Naturali, vol. 19, p. 75–272 (texte intégral).